# Dino Jelusić

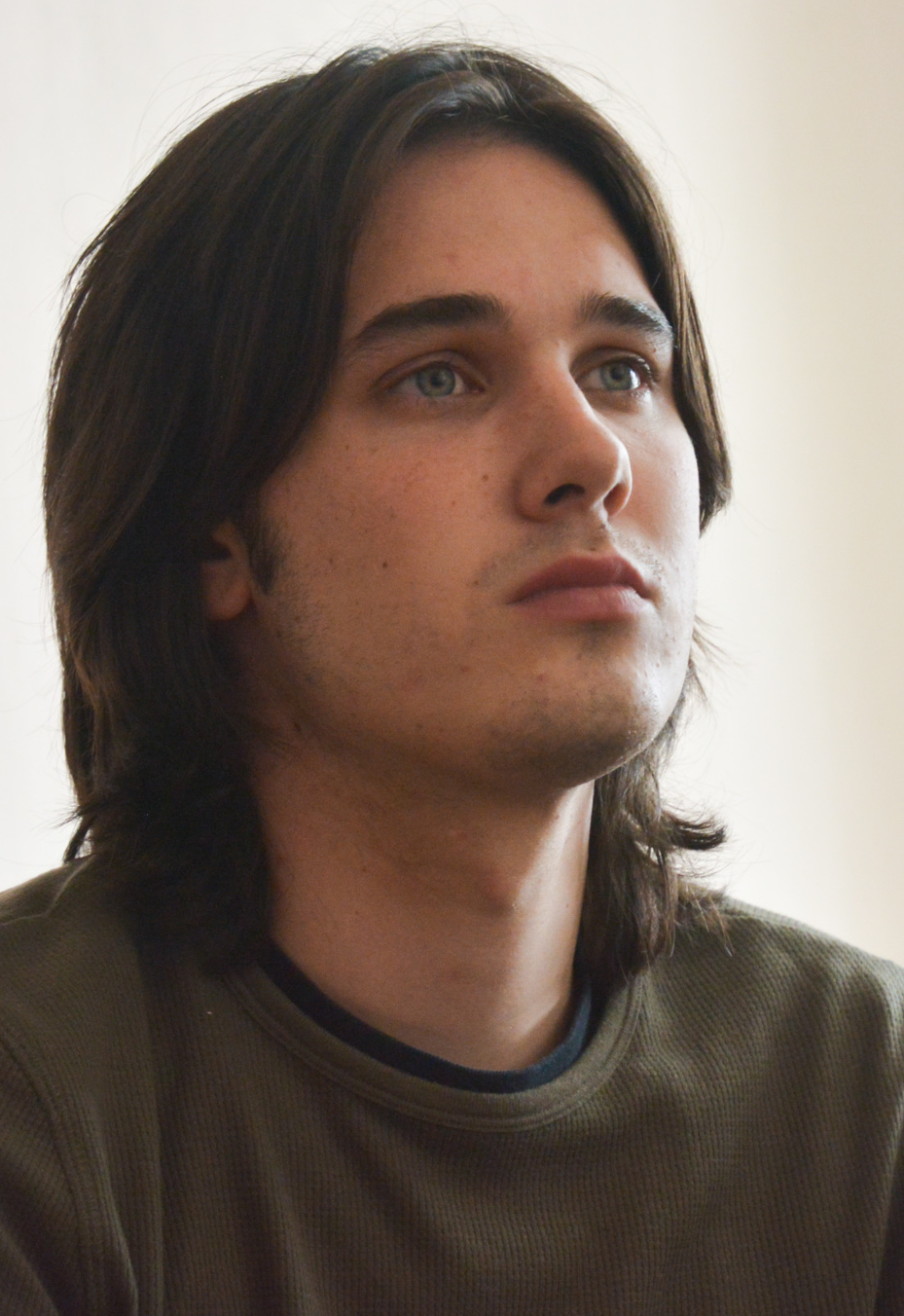
Dino Jelusić (2014)

Dino Jelusić (* 4. Juni 1992 in Požega, Kroatien), auch bekannt unter seinem Künstlernamen Dino Jelusick, ist ein kroatischer Rocksänger. Er ist der erste Gewinner des Junior Eurovision Song Contests. Jelusić hat seit 2020 einen Master der Musikakademie der Universität Zagreb.

## Biografie

### 1997–2005: Anfänge und Junior Eurovision Song Contest
Jelusić wurde am 4. Juni 1992 in Požega, Kroatien, geboren, verbrachte jedoch die längste Zeit seines Lebens in Zagreb. Da seine Eltern ebenfalls Musikinstrumente spielten, begann er bereits mit drei Jahren Musik zu machen und zu singen. Mit fünf Jahren hatte er seine ersten Auftritte bei verschiedenen Festivals und im Fernsehen.
Bis 2003 gewann Jelusić bei mehreren internationalen Festivals. Mit sieben Jahren schrieb er sein erstes Lied auf Englisch. 2003 nahm Jelusić für Kroatien beim ersten Junior Eurovision Song Contest in Dänemark mit seinem selbstgeschriebenen Lied Ti si moja prva ljubav (Du bist meine erste Liebe) teil und gewann mit 134 Punkten. Im gleichen Jahr veröffentlichte er sein Debütalbum No. 1, mit zehn kroatischen und fünf englischen Liedern. In der Folge tourte er bis 2005 durch Amerika, Skandinavien und Australien. 2005 wurde er mit 12 Jahren zum jüngsten Nominierten beim kroatischen Musikpreis Porin.
Seine Schwester Lorena vertrat Kroatien beim Junior Eurovision Song Contest 2005 mit dem Lied Rock, Baby und belegte den zwölften Platz.

### 2006–2014: Solo-Karriere
Durch die Pubertät veränderte sich Jelusić Stimme, er verlor Teile seines oberen Registers, woraufhin er seinen Musikstil zu Hard Rock und Metal änderte. 2009 nahm er gemeinsam mit dem Produzenten Mark Berry in Melbourne sein neues Album auf, finalisierte es jedoch mit dem schwedischen Produzenten Robert Ahrling in Malmö. Das Album wurde im August 2011 mit dem Titel Living My Own Life veröffentlicht und stellt den Beginn seiner Rock-Karriere dar. Da er die Lieder jedoch nicht selbst geschrieben hat, singt Jelusić die Lieder nie live.
2012 bis 2013 nahm Jelusić an einem großen internationalen Projekt namens Synkropation in Südafrika teil. Das Ziel des Projekts war ein Album, auf dem Kollaborationen verschiedener Künstler enthalten sind, unter anderem von Mandoza und Dilana. Dino war an mehreren Liedern beteiligt und spielte vor 50.000 Zuschauern. Aus diesem Projekt und der Zusammenarbeit mit Mandoza entstanden die später veröffentlichten Solo-Singles Walk on the other side (2014) und Bad to the bone (2015). Während er an der Akademie für Musik an der Universität Zagreb studierte, nahm Jelusić auch an der kroatischen Produktion von Andrew Lloyd Webbers Musical Joseph and the Amazing Technicolor Dreamcoat teil.
2014 belegte er den zweiten Platz beim internationalen Festival Slavianski Bazaar in Vitebsk, Belarus. Nach dem Festival hatte Jelusić Probleme mit seiner Stimme und ließ sich im September wegen eines Reinke-Ödems operieren. Danach nahm er sein erstes Studioalbum auf, mit von ihm komponierten Liedern, zudem spielte er bei mehreren Liedern alle Instrumente. Das Album wurde im November 2014 mit dem Titel Prošao sam sve (Ich habe alles durchgemacht) veröffentlicht. Es basiert auf dem Buch 260 days von Marijan Gubina, einem autobiographischen Roman über einen 10-jährigen Jungen, der 260 Tage in einem Kriegsgefangenenlager während des Kroatienkriegs überlebte.

### 2015 bis heute: Band-Projekte und Zusammenarbeit mit dem Trans-Siberian Orchestra

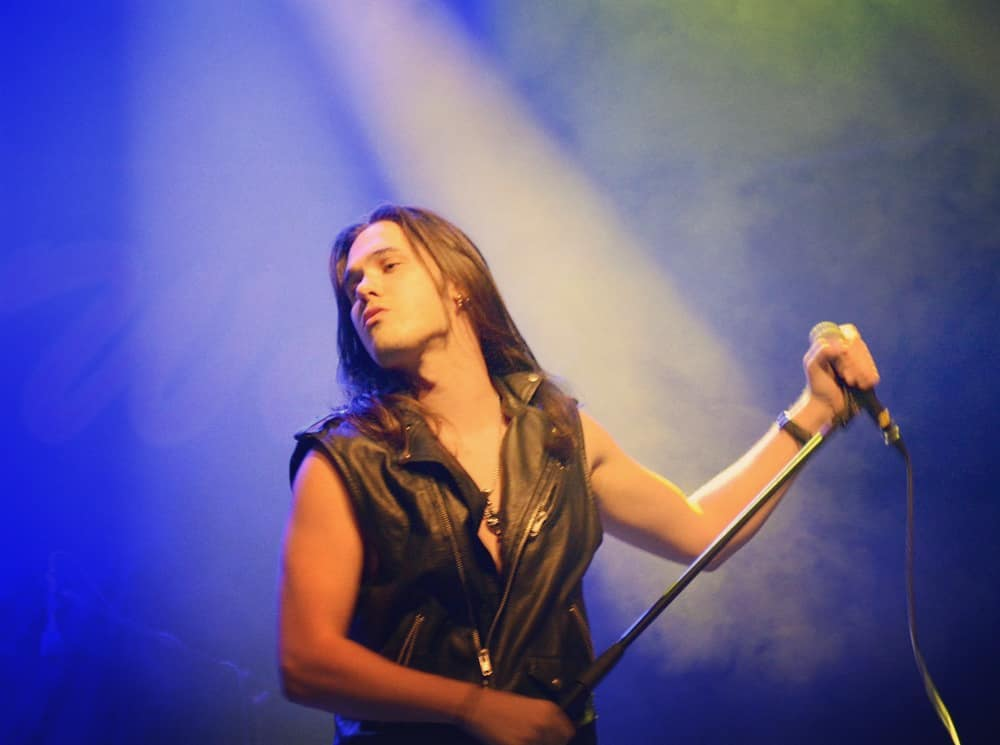
Dino Jelusić (2019)

2015 suchte der amerikanische Schlagzeuger John Macaluso einen Sänger und Keyboarder für seine neue amerikanisch-kroatische Band Stone Leaders, woraufhin Jelusić sich der Band anschloss und das Album aufnahm. Das Album Stone Leaders wurde im März 2019 veröffentlicht. Gleichzeitig war Jelusić auch Mitglied der kroatischen Metal-Band The Ralph, mit der er das Debütalbum Enter Escape im Februar 2017 veröffentlicht. Im gleichen Jahr gewann Jelusić beim Discovery Festival in Bulgarien mehrere Preise, unter anderem einen für sein Lied Father. 2016 gewann er zudem das New Wave Festival in Sotschi.
2016 suchte die amerikanische Rockband Trans-Siberian Orchestra zwei männliche Sänger. Nach einem Vorsingen und einem Treffen mit Paul O’Neill wurde Jelusić als neues Mitglied ausgewählt und nahm an der Winter-Tour teil, wo er Christmas Dreams sang und bei weiteren Liedern als Hintergrundsänger beteiligt war. Jelusić war auch bei der Winter-Tour 2017 engagiert.
Währenddessen arbeitete Jelusić hauptsächlich mit der Hard Rock Band Animal Drive, die er 2012 gegründet hat. Er ist der Songwriter und Komponist der Band. Die Band stand ab 2017 bei Frontiers Records unter Vertrag. Ihr erstes Studio-Album Bite! wurde im Februar 2018 veröffentlicht. Im April 2019 veröffentlichten sie die Cover-EP Back To The Roots. 2020 löste sich die Band auf.
2018 und 2019 trat Jelusić in mehreren Folgen des Unterhaltungs- und Musikprogramms A-strana von Hrvatska Radiotelevizija auf und war der jüngste Mentor in der kroatischen Produktion der BBC-Show Just the Two of Us, die er gemeinsam mit Tara Thaller gewann.
Ende 2018 nahm Jelusić als Sänger, Songwriter und Keyboarder ein Album für ein Projekt mit George Lynch als Songwriter und Gitarrist sowie Will Hunt am Schlagzeug auf. Das Album Dirty Shirley wurde 2020 veröffentlicht. Er hat zudem mit Gus G., Mike Mangini, Jeff Scott Soto, Steve Smyth, Jon Oliva, Kip Winger, Deen Castronovo und Phil Demmel zusammengearbeitet.
2020 schloss Jelusić sein Studium an der Musikakademie der Universität Zagreb mit einem Master ab.

### 2021: Whitesnake
Im Juli 2021 gab die britische Hard-Rock-Band Whitesnake bekannt, dass Jelusić ab diesem Zeitpunkt auch zu ihrer Besetzung zählt. Mit Whitesnake tourte er 2022 durch Europa, zudem ersetzte er den erkrankten Frontmann der Band The Dead Daisies auf deren Tour. Außerdem arbeitet weiterhin mit seiner eigenen Band Jelusick.
In der vierten Staffel von The Voice Hrvatska, die Seit November 2023 ausgestrahlt wird, sitzt Jelusić in der Jury.

## Diskografie

### Alben

#### Solo
- No.1 (2004), Dallas Records[7]
- Living my Own Life (2011)
- Prošao sam sve (2014)

#### Mit verschiedenen Künstlern/Bands
- Jeff Scott Soto – Give in to me – Single (Hintergrundgesang) (2016)
- The Ralph – Enter Escape (2017)
- Chaos Addict – Sacrament of hope (Gastgesang) (2017)
- Stone Leaders – DV84U4IA (2018)
- Michael Romeo – War of the Worlds Pt. 2 (2022)
- Jelusick – Follow the Blind Man (2023)

#### Mit Animal Drive
- Bite! (2018)

### Singles
- Ti si moja prva ljubav (2003)
- You are my one and only (2004)
- U ime ljubavi (2004)
- Love is all we need (2004)
- Moj život je rock'n roll (2004)
- My life is rock'n roll (2004)
- Malena (2008)
- Tren (2010)
- Rain (2010)
- Samo za nju (2011)
- Prosao sam sve (2011)
- I'm not getting over you (2011)
- Sjaj u očima (2013)
- Ovo je moj svijet/Livin my own life (2013)
- Prošao sam sve/I survived (260 days) (2013)
- Grad Heroja (2013)
- Otkazani let (2014)
- Walk on the Otherside (2014)
- Bad to the Bone (2015)